# لودی آپولینارس
لودی آپولینارس یک بازی تشریفاتی (لودی) در روم باستان بود که برای بزرگداشت خدایگان آپولون برگزار می‌شد سنت بازی به این شکل بود که گویی رومیان مورد یورش دشمنان قرار می‌گیرند و بعد آن‌ها با ابری از تیر و دارت با دشمنان مبارزه می‌کنند آنگاه پیروزمندانه به کارهای خود بازمی‌گردند و جشن می‌گیرند.
در طی این بازی و جشن اجراهای نمایشی مانند کارهای انیوس (۲۳۹ تا ۱۶۹ پیش از میلاد) نیز به نمایش درمی‌آمد. این بازی‌ها کمتر مورد توجه فرمانروای روم بود چون نسبت به بازی‌های دیگر مانند لودی رومانی و لودی پلبئی کوتاه‌تر بود و تنها در یک روز به اجرا درمی‌آمد.

## زمان
این بازی‌ها نخستین بار در سال ۲۱۲ و بعد ۲۱۰ پیش از میلاد انجام شد اما از سال ۲۰۸ پیش از میلاد شد قرار شد به صورت سالیانه برگزار شود و این مطلب به صورت قانون درآمد. در سال ۲۰۸ پیش از میلاد سنا پذیرفت که این بازی‌ها برای بزرگداشت آپولون (خدای سلامت) دائمی شود و از آن سال بود که این بازی‌ها در ۱۳ ژوئیه هر سال برگزار شد و طول آن کم‌کم بیشتر شد و تا ۸ یا ۹ روز ادامه یافت.